# Hulareds socken
Hulareds socken i Västergötland ingick i Kinds härad, ingår sedan 1974 i Tranemo kommun och motsvarar från 2016 Hulareds distrikt.
Socknens areal är 19,00 kvadratkilometer varav 17,11 land. År 2000 fanns här 155 invånare.  Kyrkbyn Hulared med sockenkyrkan Hulareds kyrka ligger i socknen. 

## Administrativ historik
Socknen har medeltida ursprung. 
Vid kommunreformen 1862 övergick socknens ansvar för de kyrkliga frågorna till Hulareds församling och för de borgerliga frågorna bildades Hulareds landskommun. Landskommunen uppgick 1952 i Dalstorps landskommun som 1974 uppgick i Tranemo kommun. Församlingen uppgick 2010 i Dalstorps församling.
1 januari 2016 inrättades distriktet Hulared, med samma omfattning som församlingen hade 1999/2000. 
Socknen har tillhört län, fögderier, tingslag och domsagor enligt vad som beskrivs i artikeln Kinds härad. De indelta soldaterna tillhörde Älvsborgs regemente, Norra Kinds kompani.

## Geografi
Hulareds socken ligger söder om Ulricehamn kring Grytterydssjön. Socknen har odlingsbygd vid sjön och är i övrigt en skogsbygd.

## Fornlämningar
Från bronsåldern finns gravrösen. Från järnåldern finns fyra gravfält några med domarringar och resta stenar.

## Namnet
Namnet skrevs 1454 Holaryd och kommer från kyrkbyn. Efterleden är ryd, 'röjning'. Förleden kan innehålla hål, 'den lågt liggande' alternativt namnet på en sjö Huli, 'den lågt liggande sjön'.